# 三重県立伊勢まなび高等学校
三重県立伊勢まなび高等学校（みえけんりついせまなびこうとうがっこう）は三重県伊勢市に所在する公立の3部制定時制の高等学校。

## 沿革
- 1948年5月23日　三重県宇治山田実業高等学校が本校の母校である。
- 1948年8月28日　三重県宇治山田実業高等学校に定時制課程が併設され、大湊に分校を置く。
- 1949年4月1日　学区制実施による三重県宇治山田高等学校併設の定時制中心校となり、内城田分校を含み、中心校は河崎校舎に設置となる。
- 1950年4月1日　三重県宇治山田商工高等学校の併設校となり、内城田分校は分離し、大湊分校を当校に合併する。
- 1955年4月1日　三重県宇治山田商工高等学校併設定時制課程となる。
- 1958年4月1日　三重県宇治山田商工高等学校より分離し、定時制課程の独立校三重県立伊勢実業高等学校となる。
- 1969年9月1日　三重県立宇治山田高等学校旧校舎に移転する。
- 1972年9月7日　伊勢警察署付近の神田久志本町1560番地（現在地）に移転完了。
- 1987年4月1日　商業科募集停止となる。
- 1993年4月1日　機械科と電気科を統合し、工業技術科を設置する。
- 2004年4月1日　昼間部を開設し、伊勢まなび高等学校と校名を改称する。また、工業技術科をものづくり工学科とする。

## 教育組織
2004年より、次の教育組織となっている。
- 定時制の課程
  - 普通科 - 昼間部（午前部、午後部）（午後部でも、ものづくり工学科卒業可能。）
  - ものづくり工学科 - 夜間部　　　　（夜間部でも、普通科で卒業可能。）

上の組織が導入されるまでは、次の教育組織となっていた。
- 定時制の課程
  - 普通科 - 昼間部** ものづくり工学科 - 夜間部（午後部でも、ものづくり工学科卒業可能。）

## 本校の目指す学校像
- ○生徒が安心して楽しく学べる学校
- ○生徒が学びたい内容を自分のペースに合わせて学べる学校
- ○生徒が社会に出て自立できる力を身につける学校

## 中長期的な重点目標
- （学校運営）

1. 三部制の単位制定時高等学校として、柔軟で多様なシステムを最大限に活用した学校運営を推進します。また、三重県型「学校経営品質」の定着を図ることにより、地域から信頼される活力ある学校づくりを進めていきます。
2. 生徒一人一人が生き生きと正しく楽しく学校生活を送るために、安全で安心感の得られる環境づくりや精神的に充実感の得られる居場所づくりを進めます。また、生徒や保護者の安全・安心の確保を目出し、「危機管理」に関する取り組みを推進します。

- （教育指導及び教科外活動）

1. 授業を充実させ、基礎・基本を重視した指導内容・方法によって学力の向上を図るとともに、生徒の教科外活動を支援します。

- （生徒指導・生徒会）

1. 規則正しい生活習慣の確立と自主自立の精神の発達を図り、生徒の学校生活を充実させます。

- （進路指導）

1. 社会状況や雇用形態の変化を踏まえ、この地域で生活する生徒の「勤労観の育成」と「主体的な進路選択」が可能となる基盤整備を図ります。

- （人権教育）

1. 生徒の自主活動を中心にした人権・同和教育を推進します。

- （教育相談）

1. 多様な生徒の実態に即した教育相談の充実を図ります。

- （開かれた学校づくり）

1. 保護者や地域社会の連携を密にし、「開かれた学校づくり」を推進します。

## 学校行事
- 入学式(4月)
- 遠足（4月）

鳥羽水族館、志摩スペイン村、おはらい町（浦田町）、伊勢安士桃山文化村など
例年、長島スパーランド、鈴鹿サーキットなど案が出てきている。
- 体育祭（5月）

100メートル走（女子）、250メートル走（男子）、借り物競争、パン食い競争、大縄跳び、綱引き、対抗リレーなど
- 球技大会（7月）

基本は2日間の日程で1日目はバドミントン・卓球・ドッジボール、2日目はバレーボールが行われる。
- 校内生活体験作文発表会（7月）

最優秀賞を取った生徒は県大会に出場出来る。（県大会優勝後、全国大会へ）
- 修学旅行（10月）

沖縄県6泊7日（首里城、沖縄美ら海水族館など）
- 群星作文（1月）

タイトルや書く内容は自由で毎年2月下旬から3月上旬に全校生徒、職員の作文が1冊の本に記載・出版される。
販売も予定されている。
- 文化スポーツ交流会（2月）

3日間の日程で行われる。
- 卒業式（2月）

## 生徒会活動・部活動など

### 部活動
- 運動部 - バドミントン同好会､陸上競技同好会､※バスケットボール同好会､卓球部
- 文化部 - 和太鼓部､邦楽部､軽音楽部､ものづくり同好会､※ワンダフォーゲル部

※は平成25年度より登場

## 著名な出身者
- 冨士井金雪 - 三重県立明野高等学校野球部監督